# Єделево (Нижньогородська область)
Єделево (рос. Еделево) — село в Бутурлинському районі Нижньогородської області Російської Федерації.
Населення становить 3 особи. Входить до складу муніципального утворення Кочуновська сільрада.

## Історія
Від 2009 року входить до складу муніципального утворення Кочуновська сільрада.

## Населення
| 2002 | 2010 |
| ---- | ---- |
| 2    | ↗3   |